# Ukas
Ukas (av ryska указ, ukaz) är en förordning eller ett påbud, det vill säga ett direktiv från det högsta skiktet i en maktorganisation. Ordet användes ursprungligen i Ryssland om påbud och befallningar från tsaren.